# 강창수
강창수(康昶秀, 1919년 ~ 2003년)는 연기자이다. 함남 홍원(洪原)에서 태어났으며 본명은 강경찬(康慶燦)이다. 중국 신경(新京) 대학원을 졸업, 당시에는 학식있는 연기자였다. 1942년에 극단 '성군(星群)'에 들어간 것이 연기생활의 처음으로 1948년에 '대중극회(大衆劇會)', 1949년에 '예도(藝都)', 1952년에 극단 '극협(劇協)'에 입회했다. 전쟁기간 중 부산·대구를 순회하였고, 1954년에는 극단 '자유극회'를 경유, 1960년도 이후 '국립극단'에 소속되어 왔다. 출연작품으로 <산돼지>(1942), <산불>(1945), <마인의 비밀>(1947), <지옥과 인생>(1948), <청춘역>(1950), <무영탑>(1952), <인생차압>(1956), <시라노 드 베르즈라크>(1958), <대수양(大首陽)>(1959), <분노의 계절>(1960), <마을의 봉팔이> <여당원>(1961) 등 다수가 있다.